# Jukka H. Meurman
Jukka Heikki Meurman, född 14 september 1947 i Helsingfors, är en finländsk läkare och tandläkare.
Meurman blev odontologie doktor 1977 samt medicine och kirurgie doktor 1993. Han är specialist i klinisk odontologi, var professor i kariologi vid Uleåborgs universitet 1987–1988, professor vid Kuopio universitet 1992–1996 och dekanus för medicinska fakulteten 1993–1995. Han blev professor i odontologi vid Helsingfors universitet 1997 och prodekanus för medicinska fakulteten 2002. Han har innehaft talrika förtroendeuppdrag i hem- och utlandet samt belönats med många pris, däribland Nordiska medicinpriset 2004. Hans vetenskapliga verksamhet omfattar odontologi, oral patologi och mikrobiologi samt orala infektionssjukdomar.